# Dreams d'Azur
Dreams d'Azur è il quinto album in studio della progressive death metal/gothic metal band italiana Novembre.
Si tratta di una riedizione del primo LP della band Wish I Could Dream It Again...; il disco è stato completamente registrato di nuovo e presenta una track list parzialmente modificata, nonché l'aggiunta di alcuni brani.

## Tracce
1. The Dream of the Old Boats - 05:57
2. Novembre - 06:44 (titolo originale Novembre / Its Blood)
3. Nottetempo - 04:14 (titolo originale Night / At Once)
4. Let Me Hate - 03:21
5. Sirens in Filth - 06:21
6. Swim Seagull in the Sky - 08:06
7. The Music - 04:06
8. Marea (part I, II & III) - 11:59 (composta da Nostalgia / Its Gaze e Behind My Window / My Seas of South)
9. Old Lighthouse Tale - 04:44
10. The White Eyed - 05:48
11. Neanderthal Sands - 04:17
12. Christal - 04:05

## Formazione
- Carmelo Orlando - chitarra, voce
- Giuseppe Orlando - batteria
- Massimiliano Pagliuso - chitarra